# Коперстон (Западна Вирџинија)
Коперстон (енгл. Kopperston) насељено је место без административног статуса у америчкој савезној држави Западна Вирџинија.

## Демографија
По попису из 2010. године број становника је 616.
| Група             | 2000.    | 2010.       |
| Белци             | 0 (0,0%) | 601 (97,6%) |
| Афроамериканци    | 0 (0,0%) | 0 (0,0%)    |
| Азијати           | 0 (0,0%) | 6 (1,0%)    |
| Хиспаноамериканци | 0 (0,0%) | 4 (0,6%)    |
| Укупно            | 0        | 616         |